# Mytilinidion
Mytilinidion es un género de hongos perteneciente a la familia Mytilinidiaceae. El género fue descrito por el clérigo y botánico suizo Swiss clergyman and botanist Jean Étienne Duby en 1861.

## Especies
- Mytilinidion acicola
- Mytilinidion aggregatum
- Mytilinidion andinense
- Mytilinidion australe
- Mytilinidion carpinaceum
- Mytilinidion decipiens
- Mytilinidion dubyi
- Mytilinidion gemmigenum
- Mytilinidion juniperi
- Mytilinidion kamatii
- Mytilinidion mytilinellum
- Mytilinidion oblongisporum
- Mytilinidion parvulum
- Mytilinidion resinae
- Mytilinidion resinicola
- Mytilinidion rhenanum
- Mytilinidion scolecosporum
- Mytilinidion thujae
- Mytilinidion thujarum
- Mytilinidion tortile